# Lac Cabret
Le lac Cabret est situé dans le massif du Mercantour, à 2 485 m d'altitude, sur la commune de Saint-Martin-Vésubie, dans le département des Alpes-Maritimes, en région Provence-Alpes-Côte d'Azur. 

## Géographie
Le lac Cabret est situé à 1 km environ au sud du lac Blanc source de la rivière la Vésubie, un affluent du fleuve le Var.
Il est voisin des lac Balaour et lac de Fenestre.

## Accès
Il est accessible aux randonneurs depuis la Madone de Fenestre.